# Vincenzo Iaquinta
Vincenzo Iaquinta Ufficiale OMRI (phát âm tiếng Ý: [vinˈtʃɛntso jaˈkwinta]; sinh ngày 21 tháng 11 năm 1979) là một cựu cầu thủ bóng đá Ý thi đấu ở vị trí tiền đạo. Trước khi gia nhập Juventus năm 2007, anh thi đấu cho một số câu lạc bộ nhỏ, sau đó chuyển tới Udinese năm 2000, có bảy mùa giải, trong đó có một mùa tại UEFA Champions League. Vào tháng 1 năm 2012, anh được Juventus cho A.C. Cesena mượn; anh rời Juventus vào năm 2013.
Iaquinta có 40 trận đấu cho Đội tuyển bóng đá quốc gia Ý từ 2005 tới 2010, ghi được 6 bàn. Anh cùng đội tuyển Ý vô địch Giải vô địch bóng đá thế giới 2006, tham dự Giải vô địch bóng đá thế giới 2010, và ghi bàn tại cả hai giải đấu này; anh cũng tham dự Cúp Liên đoàn các châu lục 2009.

## Sự nghiệp câu lạc bộ

### Khởi đầu
Iaquinta sinh tại Cutro, một tỉnh tại vùng Crotone của nước Ý. Như những ngườ Calabri thời kỳ thập niên 80, bố mẹ anh di cư đến Emilia-Romagna, một vùng ở miền Bắc nước Ý để tìm kiếm một việc làm tốt hơn. Trước khi gia nhập câu lạc bộ Udinese năm 2000, anh chơi bóng cùng người anh trai tại các giải đấu thấp hơn Serie A cho các câu lạc bộ Reggiolo (1996-97), Padova (1998), và Castel di Sangro (1998-2000).
Anh ghi một cú hattrick cho đội bóng ngay trong mùa giải đầu tiên dự Cup UEFA mùa 2005/2006 cho Udinese. Sau đó anh gia hạn hợp đồng lúc đó với Udinese thêm 3 năm, đến năm 2010.

### Juventus
Juventus mua anh với giá 11.3 triệu bảng vào tháng 6 năm 2007 sau một mùa giải xuống chơi tại Serie B vì hậu quả của vụ Calciopoli nổi tiếng. Anh là bản hợp đồng đầu tiên của Juventus khi trở lại Serie A mùa hè năm 2007.
Suốt mùa giải đầu ở Juventus, anh chỉ được xuất hiện rất ít, chủ yếu ngồi dự bị cho cặp tiền đạo kỳ cựu Del Piero - David Trezeguet. Cơ hội thi đấu của anh càng giảm khi mùa giải sau đó, Juventus có thêm một tiền đạo nữa là Amauri Carvalho de Oliveira. Dường như không thể tránh khỏi việc Iaquinta rời Juventus. Nhưng điều đó đã không xảy ra, anh vẫn ở lại để tìm kiếm một vị trí trên hàng công Juve. Mùa giải 2008/2009, khi mà cả Amauri và Trezeguet chấn thương, anh có cơ hội đá cặp cùng Del Piero. Ngay sau đó, anh đã ghi một bàn thắng rất đẹp vào lưới câu lạc bộ Chelsea tại vòng knock-out đầu tiên của giải đấu Champions League năm đó. Tuy nhiên, trận đấu kết thúc với tỷ số hòa 2-2 và
Juventus bị loại do trước đó đã để thua Chelsea 0-1 tại Stamford Bridge (sân nhà của Chelsea). Và kể từ đó, anh liên tục ghi bàn cho Juventus ở nửa sau mùa giải tại Serie A. Tuy nhiên, mùa đó Juventus chỉ về thứ 3 tại Serie A.
Đầu mùa giải 2009/2010, Iaquinta tiếp tục là chủ công của Juventus và ghi những bàn thắng quan trọng cho câu lạc bộ. Tuy nhiên, một chấn thương đầu gối của anh vào tháng 10 năm 2009 đã khiến anh nghỉ thi đấu khá lâu, chỉ trở lại thi đấu vào tháng 3 năm 2010.

## Sự nghiệp quốc tế
Anh là thành viên của đội tuyển bóng đá Ý vô địch World Cup 2006. Tại giải đấu này anh ghi một bàn cho đội tuyển Ý trong chiến thắng 2-0 trước đội tuyển bóng đá Ghana. Người kiến tạo cho anh cũng là người ghi bàn thắng đầu tiên của trận đấu - Andrea Pirlo. Anh không dự Euro 2008 vì bị chấn thương.

## Bàn thắng quốc tế
1. 12/06, 2006 tại Hanover, Germany, Ý thắng Ghana 2–0 2006 FIFA World Cup
2. 01/04, 2009 tại Bari, Italy, Ý hòa Cộng hòa Ailen 1–1 Vòng loại World Cup 2010
3. 10/06, 2009 tại Pretoria, Nam Phi, Ý thắng New Zealand 4–3. Giao hữu
4. 10/06, 2009 tại Pretoria, Nam Phi, Ý thắng New Zealand 4–3 Giao hữu
5.09/09, 2009 tại Torino, Ý thắng Bulgaria 2–0. Vòng loại World Cup 2010.